# Maison close (série télévisée)
Pour les articles homonymes, voir Maison close (homonymie).
Maison close est une série télévisée française en 16 épisodes d'environ 45-55 minutes, créée par Jacques Ouaniche et diffusée entre le 4 octobre 2010 et le 25 février 2013 sur Canal+. 
La série s'inspire du Chabanais, l'une des maisons closes les plus connues et les plus luxueuses de Paris jusqu'en 1946, date à laquelle elles devinrent illégales en France, avec l'entrée en vigueur de la loi Marthe Richard. 
En Belgique, la série a été diffusée sur BeTV. Au Québec, elle a été diffusée à partir de 2013 sur l'ancien service de vidéo à la demande Canal+ Canada puis à la télévision sur Moi & Cie Télé et Canal+ International.

## Synopsis
À la fin de l'année 1871, dans une maison close de luxe parisienne, le Paradis, trois femmes tentent d'échapper à la servitude imposée par les hommes. La très jeune Rose débarque à Paris à la recherche de sa mère, ancienne prostituée ; elle est piégée par un rabatteur et enrôlée de force au Paradis. Véra a 35 ans ; elle sait que la fin de sa carrière de prostituée est proche et mise tout sur le baron du Plessis, son principal client, seul en mesure de racheter sa dette. Hortense, la patronne du Paradis doit tenir ses filles et résister aux pressions d'un voyou des faubourgs qui lui réclame de l'argent.

## Fiche technique
- Créateur : Jacques Ouaniche
- Réalisateurs : 
  - Saison 1 : Mabrouk El Mechri, Jacques Ouaniche, Carlos de Fonseca Parsotam
  - Saison 2 : Mabrouk El Mechri, Jérôme Cornuau
- Scénaristes : 
  - Saison 1 : Anne Viau et Clara Bourreau, Jean-Baptiste Delafon avec la participation de Eric Benzekri
  - Saison 2 : Cécile Ducrocq, Franck Philippon
- Adaptation et dialogues : Jean-Baptiste Delafon
- Compositeurs : Gast Waltzing, Alain Pewzner
- Société de production : Noé Production Int. avec la participation de Canal+
- Durée d'un épisode : 52 minutes
- Déconseillé aux moins de 12 ans ; certains épisodes sont déconseillés aux moins de 16 ans

## Distribution

### Acteurs principaux
- Anne Charrier : Véra Derville
- Valérie Karsenti : Hortense Gaillac
- Jemima West : Rosalie Tranier, dite Rose
- Catherine Hosmalin : Marguerite Fourchon
- Clémence Bretécher : Valentine
- Deborah Grall : Bertha
- Blandine Bellavoir : Angèle (née Ernestine Ferrier)
- Nicolas Briançon : Pierre Gaillac (saison 1)
- Michaël Cohen : Louis Mosca (saison 2)

### Acteurs récurrents
Plusieurs saisons
- Dany Verissimo-Petit : Camélia
- Sébastien Libessart : commissaire principal Torcy
- Lubna Gourion : Jeanne
- Lysiane Meis : Renée

Saison 1
- Dan Herzberg : Gaston Lupin
- Serge Dupuy : Brise Caboche
- Antoine Chappey : Charles Blondin
- Lannick Gautry : Edgar
- Garlan Le Martelot : Edmond Blondin
- Juana Pereira da Silva : Louise (née Anne-Louise Diaz)
- Olivier Claverie : le sénateur Gaudissart
- Quentin Baillot : le baron du Plessis
- Pierre Casadei : le général
- Arnaud Binard : Francis Arnoult
- Maud Wyler : Elizabeth Gaillac
- Ruben Alves : un policier
- Carlos Leal : Yilmaz Tourkam, l'ambassadeur ottoman
- Ricardo Pereira : Aristide
- Jacques Ouaniche : un officier de police

Saison 2
- Fatou N'Diaye : Pauline
- Martin Loizillon : Bak
- Michaël Abiteboul : Kertel
- Jean-Marie Frin : le commissaire Angélus
- Aurélien Wiik : Adrien, le médecin
- Susana Blazer : Zoe
- David Salles : Paul, le boucher
- Elmano Sancho : Delvaux
- Sophie-Charlotte Husson : Joséphine
- Francis Seleck : Bayle
- Sylvain Rougerie : Lubeck
- Afonso Lagarto : Themier le Borgne
- Gérard Loussine : le préfet
- Nuno Lopes : le balafré

## Développement

### Production
Jacques Ouaniche a imaginé la série en 2007, prenant pour base de départ « une jeune fille piégée, contrainte de se prostituer dans un bordel de luxe à la fin du XIXe siècle, début de la 3e République ».
Le tournage des huit épisodes de la première saison a eu lieu au Portugal, entre octobre 2009 et janvier 2010.
Devant les bonnes audiences de la saison 1, le 7 décembre 2010 Canal+ a commandé une deuxième saison. Le tournage de la deuxième saison de huit épisodes a débuté en janvier 2012 et s'est terminé en mai 2012 au palais Ribeiro da Cunha à Lisbonne. Elle a été diffusée entre le 4 février et le 25 février 2013.
À la suite de la baisse d’audience à partir de la deuxième saison, Canal+ a annoncé officiellement l'annulation de la série en mai 2013.

## Épisodes

### Première saison (2010)
- Épisode 1
- Épisode 2
- Épisode 3
- Épisode 4
- Épisode 5
- Épisode 6
- Épisode 7
- Épisode 8

### Deuxième saison (2013)
- Épisode 1
- Épisode 2
- Épisode 3
- Épisode 4
- Épisode 5
- Épisode 6
- Épisode 7
- Épisode 8

Note : Pour les informations de renouvellement voir la section Production.

## Réception

### Diffusion
Maison close est la première série française diffusée au cours de la saison 2010-2011 par Canal+ dans sa case de création originale du lundi soir à 20 h 45. L’année précédente, Pigalle, la nuit et Braquo avaient connu des beaux succès d'audience pour des séries françaises dans la même case de la chaîne.
La série a aussi été rediffusée deux fois, la première fois sur la chaîne Jimmy qui a diffusé la première saison entre décembre 2011 et janvier 2012 puis la deuxième saison entre le 13 décembre 2014 et le 3 janvier 2015. La chaîne D8 a diffusé la première saison pour la première fois en clair entre le 20 juillet 2014 et le 10 août 2014.

### Audience
Le premier épisode, diffusé en première partie de soirée alors qu'interdit aux moins de 16 ans, réalise un record d'audience pour Canal+ pour une création originale, avec 1 million de téléspectateurs abonnés, soit près d'un abonné sur 4. Les scores viennent confirmer les propos de Rodolphe Belmer, directeur des programmes de Canal+, qui estimait qu'un « tiers des nouveaux abonnés choisissaient la chaîne non plus pour le sport et le cinéma, mais pour ses fictions exclusives ». Les semaines suivantes, les audiences se maintiennent à 0,9 million de téléspectateurs.
En moyenne, les épisodes ont réuni 1 million de téléspectateurs et 18,2 % de part d'audience chez les abonnés.
En février 2013, pour son retour à l'antenne sur Canal+, la saison 2 n'a attiré que 500 000 abonnés en moyenne, soit près d'un million de moins que lorsque la série avait été lancée.

### Critiques
- Télé 2 semaines considère la série de huit épisodes comme se « démarquant de la production française » et montrant une réalité « crue bien moins qu'érotisante » et promet un bel avenir à Jemima West (Rose)[16].
- Cinéma France loue la reconstitution fidèle de Paris dans les années 1870, et la compare à The Pacific et Boardwalk Empire, deux productions de la chaîne HBO. De plus, grâce au budget substantiel accordé à Maison close, les décors sont d'une « rare qualité » et les intrigues vont « toujours plus loin »[17].
- L'avis de L'Express est plus nuancé. Bien que « la réalisation [soit] racée et sensuelle », « le côté clair-obscur Rembrandt à tous les étages a tout de l'étouffe-chrétien visuel dans un tel huis clos ». Le scénario est décrit comme « sombre et tortueux » mais « dénué d'empathie » et enlise la série dans le « glauque suffocant »[18].
- Télérama trouve que l'intrigue « s'essouffle souvent, faute de rebondissements » et que « la série convainc davantage par sa description des coulisses de la prostitution organisée et par son évocation du contexte historique »[19].
- L'édition française du journal gratuit Métro analyse la série comme une « série sexy », qui « dynamite les codes de la série historique », à travers une « mise en scène flamboyante » et une « bande-son rock’n’roll » et indique que cette fiction propose en trame de fond « une réflexion très actuelle sur la condition des femmes »[20].

## DVD et Blu-ray
- Le coffret DVD de la première saison est disponible depuis le 26 octobre 2010, le coffret Blu-ray est disponible depuis le 1er mars 2013.
- Le coffret DVD et Blu-ray de la deuxième saison est disponible depuis le 1er mars 2013.
- Le coffret DVD et Blu-ray de l'intégrale de la série est disponible depuis le 9 octobre 2013.

## Projet d'adaptation
Le 9 novembre 2012, il a été annoncé que la chaine américaine HBO a obtenu les droits d'adaptation de la série. Développée avec la société de production Leverage de Mark Wahlberg et Stephen Levinson, ce remake devrait être identique à la version originale à l'exception du casting et de la langue. Même si le projet n'a pas été annoncé comme annulé, la chaîne n'a plus jamais rien communiqué dessus après cette annonce.